# Bahnstrecke Wörth–Strasbourg
| Französisch-deutsche Begegnung in Lauterbourg |                                  |                                       |                                       |
| |                                  |                                       |                                       |
| Streckennummer (DB): | 3400                             |                                       |                                       |
| Streckennummer (SNCF): | 145 000                          |                                       |                                       |
| Kursbuchstrecke (DB): | 677.1                            |                                       |                                       |
| Kursbuchstrecke (SNCF): | 105                              |                                       |                                       |
| Kursbuchstrecke: | 282a (Wörth (Pf)–Berg (Pf) 1946) |                                       |                                       |
| Streckenlänge: | 70,8 km                          |                                       |                                       |
| Spurweite: | 1435 mm (Normalspur)             |                                       |                                       |
| Zweigleisigkeit: | Lauterbourg–Strasbourg           |                                       |                                       |
| |                                  |                                       |                                       |
| \| \| \| von Schifferstadt \| \| \| \| \| von Winden \| \| \| \| \| von Wörth Badepark \| \| \| \| 49,900 \| Wörth (Rhein) \| 105 m \| \| \| \| nach Karlsruhe \| \| \| \| 51,500 \| Maximiliansau-Im Rüsten \| 105 m \| \| \| 54,400 \| Hagenbach \| 106 m \| \| \| 57,300 \| Neuburg (Rhein) \| 107 m \| \| \| 59,600 \| Berg (Pfalz) \| 108 m \| \| \| 61,00056,900 \| Staatsgrenze Deutschland / Frankreich \| Staatsgrenze Deutschland / Frankreich \| \| \| \| von Wissembourg \| \| \| \| 55,584 \| Lauterbourg \| 110 m \| \| \| \| nach Lauterbourg-Port-du-Rhin \| \| \| \| 51,584 \| Mothern \| Mothern \| \| \| 49,569 \| Munchhausen \| Munchhausen \| \| \| 45,668 \| Seltzbach (26 m) \| Seltzbach (26 m) \| \| \| 45,196 \| Seltz \| Seltz \| \| \| \| nach Mertzwiller \| \| \| \| 42,285 \| Beinheim \| Beinheim \| \| \| 42,215 \| Sauer (47 m) \| Sauer (47 m) \| \| \| 42,000 \| Beinheim-Embranchement \| Beinheim-Embranchement \| \| \| \| vom Industriegebiet (urspr. Rastatt) \| \| \| \| 39,422 \| Roppenheim \| Roppenheim \| \| \| 36,314 \| Rœschwoog \| Rœschwoog \| \| \| 34,991 \| nach Haguenau \| nach Haguenau \| \| \| 34,334 \| Rountzenheim \| Rountzenheim \| \| \| 31,186 \| Sessenheim \| Sessenheim \| \| \| 26,631 \| Drusenheim \| Drusenheim \| \| \| 24,931 \| Moder \| Moder \| \| \| 21,528 \| Herrlisheim \| Herrlisheim \| \| \| 17,221 \| Gambsheim \| Gambsheim \| \| \| 14,747 \| Kilstett \| Kilstett \| \| \| 12,020 \| La Wantzenau \| La Wantzenau \| \| \| 7,600 \| Anst Reichstett \| Anst Reichstett \| \| \| 7,156 \| Souffel (7 m) \| Souffel (7 m) \| \| \| 5,625 \| Hœnheim Tram \| Hœnheim Tram \| \| \| 5,268 \| Rhein-Marne-Kanal \| Rhein-Marne-Kanal \| \| \| 3,382 \| Bischheim \| Bischheim \| \| \| 3,004 \| Schiltigheim \| Schiltigheim \| \| \| \| \| \| \| \| 2,488 \| von/nach Paris \| von/nach Paris \| \| \| 1,600 \| A 35 \| A 35 \| \| \| 0,890 \| A 350 (59 m) \| A 350 (59 m) \| \| \| 0,000 \| Strasbourg \| Strasbourg \| \| \| \| nach Appenweier \| \| \| \| \| nach Saint-Dié \| \| \| \| \| nach Basel \| \| |                                  |                                       |                                       |
| |                                  | von Schifferstadt                     |                                       |
| Abzweig geradeaus und von rechts |                                  | von Winden                            | von Winden                            |
| Abzweig geradeaus und von rechts |                                  | von Wörth Badepark                    | von Wörth Badepark                    |
| Bahnhof | 49,900                           | Wörth (Rhein)                         | 105 m                                 |
| Abzweig geradeaus und nach links |                                  | nach Karlsruhe                        | nach Karlsruhe                        |
| Haltepunkt / Haltestelle | 51,500                           | Maximiliansau-Im Rüsten               | 105 m                                 |
| Bahnhof | 54,400                           | Hagenbach                             | 106 m                                 |
| Haltepunkt / Haltestelle | 57,300                           | Neuburg (Rhein)                       | 107 m                                 |
| Haltepunkt / Haltestelle | 59,600                           | Berg (Pfalz)                          | 108 m                                 |
| Grenze | 61,00056,900                     | Staatsgrenze Deutschland / Frankreich | Staatsgrenze Deutschland / Frankreich |
| Abzweig geradeaus und ehemals von rechts |                                  | von Wissembourg                       | von Wissembourg                       |
| Bahnhof | 55,584                           | Lauterbourg                           | 110 m                                 |
| Abzweig geradeaus und nach links |                                  | nach Lauterbourg-Port-du-Rhin         | nach Lauterbourg-Port-du-Rhin         |
| Bahnhof | 51,584                           | Mothern                               | Mothern                               |
| Bahnhof | 49,569                           | Munchhausen                           | Munchhausen                           |
| Brücke über Wasserlauf | 45,668                           | Seltzbach (26 m)                      | Seltzbach (26 m)                      |
| Bahnhof | 45,196                           | Seltz                                 | Seltz                                 |
| Abzweig geradeaus und ehemals nach rechts |                                  | nach Mertzwiller                      | nach Mertzwiller                      |
| ehemaliger Haltepunkt / Haltestelle | 42,285                           | Beinheim                              | Beinheim                              |
| Brücke über Wasserlauf | 42,215                           | Sauer (47 m)                          | Sauer (47 m)                          |
| Dienststation / Betriebs- oder Güterbahnhof | 42,000                           | Beinheim-Embranchement                | Beinheim-Embranchement                |
| |                                  | vom Industriegebiet (urspr. Rastatt)  |                                       |
| Haltepunkt / Haltestelle Streckenende | 39,422                           | Roppenheim                            | Roppenheim                            |
| Bahnhof · Betriebs-/Güterbahnhof Strecke ab hier außer Betrieb | 36,314                           | Rœschwoog                             | Rœschwoog                             |
| | 34,991                           | nach Haguenau                         | nach Haguenau                         |
| Haltepunkt / Haltestelle | 34,334                           | Rountzenheim                          | Rountzenheim                          |
| Haltepunkt / Haltestelle | 31,186                           | Sessenheim                            | Sessenheim                            |
| Haltepunkt / Haltestelle | 26,631                           | Drusenheim                            | Drusenheim                            |
| Brücke über Wasserlauf | 24,931                           | Moder                                 | Moder                                 |
| Bahnhof | 21,528                           | Herrlisheim                           | Herrlisheim                           |
| Haltepunkt / Haltestelle | 17,221                           | Gambsheim                             | Gambsheim                             |
| Haltepunkt / Haltestelle | 14,747                           | Kilstett                              | Kilstett                              |
| Bahnhof | 12,020                           | La Wantzenau                          | La Wantzenau                          |
| Blockstelle | 7,600                            | Anst Reichstett                       | Anst Reichstett                       |
| Brücke über Wasserlauf | 7,156                            | Souffel (7 m)                         | Souffel (7 m)                         |
| Haltepunkt / Haltestelle | 5,625                            | Hœnheim Tram                          | Hœnheim Tram                          |
| Brücke über Wasserlauf | 5,268                            | Rhein-Marne-Kanal                     | Rhein-Marne-Kanal                     |
| | 3,382                            | Bischheim                             | Bischheim                             |
| Strecke Tunnelanfang | 3,004                            | Schiltigheim                          | Schiltigheim                          |
| |                                  |                                       |                                       |
| Abzweig geradeaus, nach rechts und von rechts | 2,488                            | von/nach Paris                        | von/nach Paris                        |
| Strecke mit Straßenbrücke | 1,600                            | A 35                                  | A 35                                  |
| Brücke | 0,890                            | A 350 (59 m)                          | A 350 (59 m)                          |
| Bahnhof | 0,000                            | Strasbourg                            | Strasbourg                            |
| Abzweig geradeaus und nach links |                                  | nach Appenweier                       | nach Appenweier                       |
| Abzweig geradeaus und nach rechts |                                  | nach Saint-Dié                        | nach Saint-Dié                        |
| |                                  | nach Basel                            |                                       |

Die Bahnstrecke Wörth–Strasbourg ist eine deutsch-französische Bahnstrecke, die im nördlichen Teil innerhalb von Rheinland-Pfalz und im südlichen, überwiegenden Teil innerhalb des Elsass verläuft.
Die Strecke wurde am 15. Mai 1876 eröffnet und befand sich damals komplett innerhalb des Deutschen Reiches. Von 1906 bis 1914 war sie Teil des europäischen Fernverkehrsnetzes. Der Erste Weltkrieg und die daraus resultierende Abtretung des Elsass an Frankreich brachten den Fernverkehr zum Erliegen. Damit einhergehend verlor der in Deutschland verbliebene Streckenteil ebenfalls an Bedeutung. Dies mündete in der Einstellung des Personenverkehrs zwischen Wörth und Berg im Jahr 1984.
2002 wurde der Personenverkehr zwischen Wörth und Lauterbourg reaktiviert, wenngleich nur am Wochenende von Mai bis Oktober durchgehender Reiseverkehr bis Strasbourg stattfindet. Der deutsche Streckenabschnitt wird seit seiner Reaktivierung aus Marketinggründen auch als Bienwaldbahn bezeichnet, da er am östlichen Rand des Bienwalds verläuft.
Bedeutung besitzt sie bis heute zudem im Güterverkehr, in den letzten Jahrzehnten vor allem im Zusammenhang mit den Atommüll-Transporten (Castortransporte) von La Hague nach Gorleben.
Nördlich von Lauterbourg ist nur noch ein Gleis vorhanden, in Frankreich ist die Strecke zweigleisig.

## Geschichte

### Erste Bestrebungen (1840–1870)
Ursprünglich war geplant, innerhalb der damaligen Rheinpfalz zuerst eine Bahnstrecke in Nord-Süd-Richtung nach Lauterbourg in Betrieb zu nehmen, die jedoch an den damaligen Grenzverhältnissen – Lauterbourg gehörte zu diesem Zeitpunkt zu Frankreich – scheiterte. Stattdessen entstand zunächst im Zeitraum von 1847 bis 1849 die in Ost-West-Richtung verlaufende Pfälzische Ludwigsbahn von der Rheinschanze (ab 1853: Ludwigshafen) nach Bexbach, die hauptsächlich dem Kohletransport diente, und eine Stichstrecke von Schifferstadt nach Speyer.
In der Folgezeit liefen die Planungen für eine Nord-Süd-Verbindung. Dabei standen zwei Varianten zur Diskussion: Die eine sollte von Neustadt über Landau ins elsässische Wissembourg und von dort aus weiter nach Straßburg verlaufen. Die andere sah vor, die Stichstrecke nach Speyer über Germersheim und Wörth bis nach Lauterbourg zu führen. Die erste Variante setzte sich durch, da Frankreich zögerte und bei der erstgenannten Variante die damals dichtere Besiedlung der Region sich als Argument gegenüber einer Streckenführung entlang des Rheins durchsetzte.
Nachdem die Pfälzische Ludwigsbahn-Gesellschaft die seit 1848 bestehende Stichbahn Schifferstadt–Speyer 1864 bis Germersheim durchgebunden hatte, entstanden Pläne, diese bis nach Wörth und von dort aus weiter entlang des Rheins bis nach Lauterbourg durchzubinden. Bereits 1863 hatte sich in Pfortz (seit 1938 Maximiliansau) unweit der Wörther Schiffbrücke ein Lokalkomitee getroffen, dem Vertreter aus Germersheim, Bellheim, Rülzheim, Rheinzabern, Wörth am Rhein und Pfortz angehörten. Ebenfalls anwesend war der Bürgermeister der elsässischen Stadt Lauterbourg. Letzterer stand dem Plan aufgeschlossen gegenüber und berichtete von französischen Plänen, die Strecke als Teil einer Magistrale Lille – Thionville – Saargemünd – Lauterbourg – Maxau – Karlsruhe zu errichten, um auf diese Weise eine Verbindung zu schaffen, die von London über Wien bis zum Orient reiche. Darüber hinaus war die französische Bahngesellschaft Chemins de fer de l’Est daran interessiert, Straßburg bei einer solchen Verbindung Konkurrenz zu bieten.

### Planung, Bau, Eröffnung und Folgezeit (1870–1876)
Zwischenzeitlich hatten sich die politischen Rahmenbedingungen geändert. Als Folge des Deutsch-Französischen Krieges musste Frankreich Elsass und Lothringen an das neu gegründete Deutsche Reich abtreten. Die Pfälzische Maximiliansbahn-Gesellschaft, der der größte Teil das südpfälzischen Bahnnetzes gehörte, und die neu gegründeten Reichseisenbahnen in Elsaß-Lothringen vereinbarten daraufhin miteinander, eine Magistrale von Ludwigshafen über Schifferstadt, Speyer, Germersheim, Wörth und Lauterburg bis nach Straßburg zu errichten. Zunächst hatte sich der Reichstag dafür ausgesprochen, den elsässischen Streckenteil von einer privaten Gesellschaft bauen und betreiben zu lassen, jedoch wurde dieser aus strategischen Gründen unmittelbar vom Reich übernommen.
Für die Strecke von Wörth nach Lauterburg arbeiteten verschiedene Bahningenieure in den Jahren 1872 und 1873 einen generellen Entwurf aus und legten diesen anschließend der bayerischen Staatsregierung vor. Letztere gab am 7. Februar 1874 in Form eines Gesetzes grünes Licht für eine Zinsgarantie und erteilte ihre Konzession am 18. August selben Jahres im Namen der Maximiliansbahn-Gesellschaft an die Gemeinschaft der Pfälzischen Eisenbahnen.
Die Bahnstrecke wurde am 24. und 25. Juli 1876 zusammen mit der Strecke von Germersheim nach Wörth als Teil der Magistrale Schifferstadt–Speyer–Germersheim–Wörth–Lauterburg (Elsass)–Straßburg eröffnet. Für den pfälzischen Streckenteil war die Maximiliansbahn-Gesellschaft zuständig, für den elsässischen Streckenteil die Reichseisenbahnen in Elsaß-Lothringen.

### Weitere Entwicklung (1876–1930)
In den ersten Jahrzehnten diente die Strecke hauptsächlich dem Güterverkehr. Der Abschnitt zwischen Straßburg und Lauterburg wurde 1898/99 zweigleisig ausgebaut, ab 1906 war auch der Abschnitt zwischen Wörth und Lauterburg zusammen mit der von Schifferstadt kommenden Strecke zweigleisig befahrbar. Die Schnellzüge von Berlin nach Straßburg, die bislang über Neustadt und die Pfälzische Maximiliansbahn verkehrten, liefen von nun an über Speyer und Germersheim, da dieser Weg kürzer und die dafür erforderliche Kapazität durch das neue Gleis vorhanden war. Fortan stand die Strecke einschließlich ihrer nördlichen Fortsetzung bis Schifferstadt zusammen mit der Maximiliansbahn in einem engen Konkurrenzverhältnis zur Badischen Hauptbahn zwischen Mannheim und Basel.
Am 1. Januar 1909 ging der pfälzische Streckenteil zusammen mit den übrigen zu den Pfälzischen Eisenbahnen gehörenden Bahnstrecken in das Eigentum der Bayerischen Staats-Eisenbahnen über. Der Ausbruch des Ersten Weltkrieges brachte den Fernverkehr jedoch zum Erliegen.
Nachdem das Elsass als Folge des Ersten Weltkrieges an Frankreich abgetreten werden musste, wurde der dortige Streckenabschnitt Eigentum des neu gegründeten Réseau ferroviaire d’Alsace-Lorraine (AL), derjenige in der Pfalz kam zur Deutschen Reichsbahn (DR). Letztere gliederte ihren Streckenteil zwei Jahre später in die neu gegründete Reichsbahndirektion Ludwigshafen ein.
Zudem veranlasste sie, dass die Fernzüge fortan über Baden verkehrten, um sie möglichst lange innerhalb des eigenen Territoriums halten zu können, wodurch die Strecke an Bedeutung verlor. Von 1923 bis 1924 folgte im deutschen Teil als Folge der französischen Besatzung ein so genannter Regiebetrieb, für den Frankreich zuständig war. In der Folgezeit, als sich die Beziehungen zwischen Deutschland und Frankreich entspannten, fand wieder verstärkt grenzüberschreitender Güterverkehr statt.

### Zweiter Weltkrieg und Bedeutungsverlust (1930–1990)
Zum 1. Februar 1937 wechselte der deutsche Abschnitt in die Direktion Karlsruhe, da diejenige in Ludwigshafen zwei Monate später aufgelöst wurde. Zum 1. Januar des Folgejahres kam der französische Streckenteil zur neu gebildeten Société nationale des chemins de fer français (SNCF) Der Personenverkehr kam durch Ausbruch des Zweiten Weltkrieges erneut zum Erliegen, während Güterzüge fast die ganze Kriegszeit über fuhren.
Erst nach Ende des Krieges wurde der Betrieb Mitte des Jahres 1945 wieder aufgenommen. 1947 übernahm im deutschen Streckenabschnitt die Betriebsvereinigung der Südwestdeutschen Eisenbahnen (SWDE) den Betrieb, die schrittweise in die 1949 gegründete Deutsche Bundesbahn überging. Zuständig war für diesen Streckenabschnitt die Bundesbahndirektion Mainz bis zu deren Auflösung 1971, danach war erneut die Karlsruher Direktion verantwortlich.
Nach dem Zweiten Weltkrieg wurde die Strecke endgültig zur Nebenbahn herabgestuft. Gleichzeitig wurde der grenzüberschreitende Verkehr stark eingeschränkt; Berg (Pfalz) wurde als letzter Bahnhof auf deutscher Seite Endbahnhof für die Züge. Erst in den 1950er Jahren gab es wieder ein Zugpaar, das über die Grenze bis nach Lauterbourg fuhr. 1969 wurde die Strecke dauerhaft auf eingleisigen Betrieb umgestellt. Am 11. Juni 1980 wurde der Eilzug Ludwigshafen–Strasbourg, der hauptsächlich den französischen Streitkräften gedient hatte, eingestellt, womit der grenzüberschreitende Personenverkehr zu Ende war. Am 1. Juni 1984 wurde auch der restliche Reisezugverkehr zwischen Wörth und Berg eingestellt, der zuletzt mit Schienenbussen bewältigt worden war.
Jedoch fand über die Strecke weiterhin sehr umfangreich Güterverkehr statt. So verkehrten täglich bis zu fünf Güterzugpaare, bei denen oftmals französische Lokomotiven zum Einsatz kamen. Über die Bahnstrecke verkehrten in diesen Jahren gelegentlich Castortransporte von und zu den Wiederaufarbeitungsanlagen La Hague und Sellafield, was regelmäßig zu Protesten von Kernkraftgegnern führte und entsprechende Medienpräsenz zur Folge hatte.

### Reaktivierung des Personenverkehrs auf deutscher Seite (seit 1999)
Im Zuge der Bahnreform ging der in Deutschland liegende Streckenabschnitt in das Eigentum der Deutschen Bahn über. Von 1999 bis Ende 2002 verkehrten an Sonn- und Feiertagen von April bis Oktober auf der Strecke Ausflugszüge, die von Wörth bis Lauterbourg ohne Zwischenhalt fuhren. Die Züge dieses Ausflugsverkehres wurden als Bienwaldexpress bezeichnet. Dieses Angebot umfasste insgesamt vier Zugpaare.
Die Reaktivierung mit täglichem Personenzugverkehr fand zum turnusgemäßen Fahrplanwechsel 2002/2003 am 15. Dezember 2002 statt. An den stillgelegten Bahnhöfen Hagenbach, Neuburg und Berg wurden moderne Bahnsteige errichtet. Der Haltepunkt Maximiliansau Im Rüsten wurde 2002 neu eingerichtet, da die Bebauung von Maximiliansau sich im Westen zunehmend in Richtung Bienwaldbahn orientiert hatte.
Die Strecke wird regelmäßig für Atommülltransporte genutzt. Seit dem Verbot der so genannten Wiederaufarbeitung im Jahr 2005 finden keine Transporte abgebrannter Brennelemente ins Ausland mehr statt. Transporte von in Glaskokillen verpackten hochradioaktiven Abfällen (insbesondere aus der französischen Wiederaufarbeitungsanlage La Hague) in das Brennelemente-Zwischenlager Gorleben werden jedoch weiterhin über diese Strecke durchgeführt. Am 8. September 2008 wurde im Vorfeld eines solchen Transports die Strecke in der Nähe von Berg durch drei Demonstranten, welche sich an einem unter den Gleisen befestigten Betonblock angekettet hatten, blockiert. Unter Einsatz von schwerem Gerät gelang es der Polizei nach rund zwölf Stunden, die Aktivisten zu entfernen. Der Zug mit den Atommüllbehältern musste so lange in Lauterbourg warten. 2010 musste ein fahrplanmäßig für diese Strecke vorgesehener Zug mit Atommüll aus La Hague kurzfristig über Straßburg und Kehl umgeleitet werden, weil die Strecke nahe dem Bahnhof Berg von mehreren Hundert Atomkraftgegnern mittels Sitzblockade versperrt war.
In Folge einer Gleisabsenkung beim Tunnel Rastatt auf der anderen Rheinseite wurde ab 13. September 2017 für einige Wochen Güterverkehr über die Strecke umgeleitet und die Regionalbahn zwischen Wörth und Lauterbourg zwischen 8 und 16 Uhr durch Busse ersetzt.

### Planungen
Es ist geplant, den Umsteigezwang in Lauterbourg, der zurzeit noch besteht, zu beseitigen, indem die mit modernen SNCF-Triebwagen durchgeführten Fahrten der Relation Lauterbourg–Strasbourg bis nach Wörth durchgebunden werden. Bereits seit Dezember 2016 werden vier verbesserte Umsteigeverbindungen in Lauterbourg eingerichtet; außerdem gibt es seit 2017 zwischen Mai und Ende Oktober planmäßig an den Wochenenden vier durchgehende Fahrten zwischen Wörth und Straßburg, welche nur möglich sind durch den Einsatz von SNCF-Dieseltriebwagen mit Zulassung für das deutsche sowie das französische Streckennetz.
Die Schweiz hat Interesse am Ausbau der Strecke für den Güterverkehr in der Relation Nordseehäfen–Wörth–Strasbourg–Mulhouse–Basel bekundet. Damit soll eine alternative Nordanbindung der Schweiz geschaffen werden, um die Kapazitäten im Nordzulauf zur Schweiz zu erhöhen und bei Störungen der rechtsrheinischen Bahnstrecke Mannheim–Basel flexibler reagieren zu können. Angestrebt wird eine Kapazität von 60 Güterzügen pro Tag und eine Realisierung bis 2030.

## Streckenverlauf

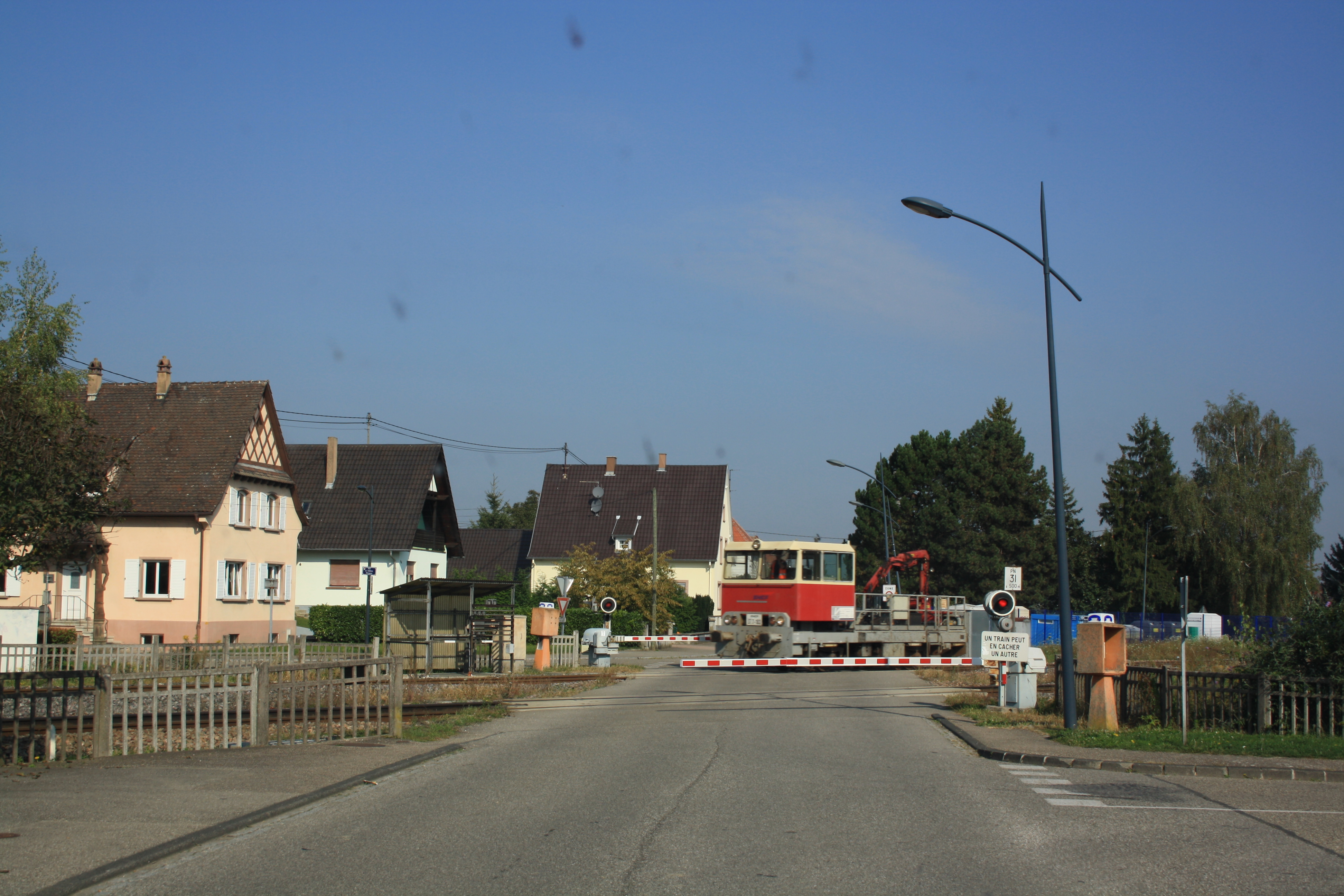
Draisine Bauart DU 84 der SNCF in Herrlisheim

Die Strecke verlässt Wörth in südöstlicher Richtung und verläuft am Rande des Bienwaldes. Sie überquert ein paar Altrheinarme und passiert zwischen Berg und Lauterbourg die deutsch-französische Grenze. Sie bleibt stets im Oberrheintal. Im Süden schließt sich unter anderem die Bahnstrecke Strasbourg–Basel an.

## Verkehr

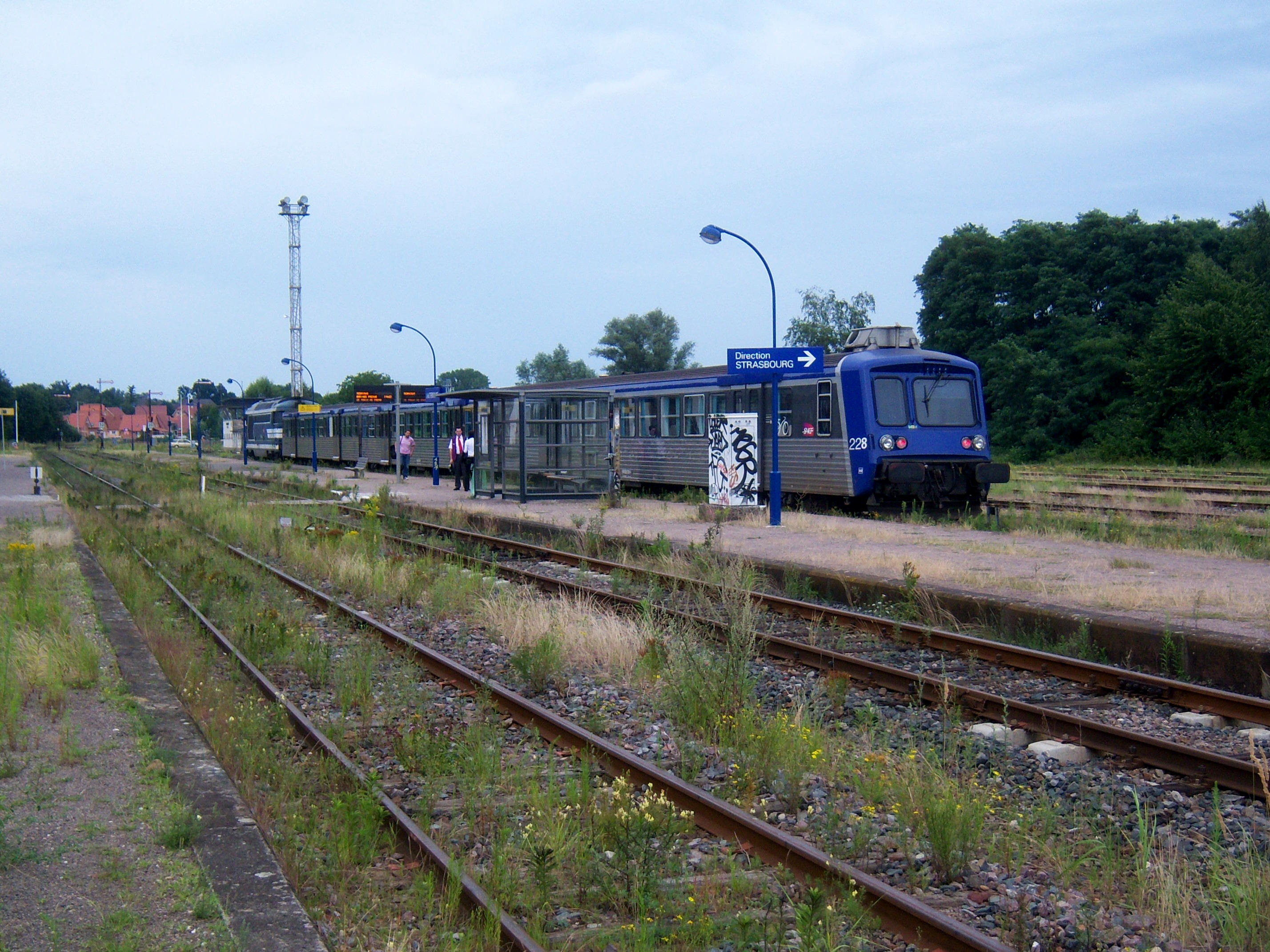
Rame réversible régionale der SNCF aus Strasbourg in Lauterbourg

### Personenverkehr
Die Strecke dient heute vorrangig dem Schienenpersonennahverkehr.
In den 1950er Jahren bestritten Triebwagen der Baureihe 33.2 aus Landau den Verkehr zwischen Wörth und Lauterbourg. Im Kursbuch der Deutschen Bahn ist der als „Bienwaldbahn“ bezeichnete Abschnitt seit der Reaktivierung im Jahr 2002 als KBS 677.1 verzeichnet. In den Kursbüchern des Karlsruher Verkehrsverbundes (KVV) und des Verkehrsverbundes Rhein-Neckar (VRN) hat sie die Nummer R52. Die Tarife des KVV und des VRN werden auf der Strecke zwischen Wörth und Lauterbourg anerkannt. Des Weiteren gilt das Rheinland-Pfalz-Ticket und das Deutschlandticket über die Staatsgrenze hinaus bis Lauterbourg, nicht aber das Quer-durchs-Land-Ticket. Auf der Strecke verkehren Dieseltriebwagen der Baureihe 643, aber es kommt auch oft zu Einsätzen der Baureihe 628 (Stand März 2018). Werktags findet der Personenverkehr zwischen 5 und 22 Uhr mit insgesamt 18 Zugpaaren statt. Seit dem Jahr 2017 existieren am Wochenende von Mai bis Oktober auch durchgehende Regionalzüge von Wörth über Lauterbourg nach Strasbourg.
Auf französischer Seite verkehren Regionalzüge zwischen Strasbourg Centrale und Lauterbourg. Einige Züge verkehren nur bis Rœschwoog.
Zukünftig ist ein durchgehender, grenzüberschreitender Stundentakt zwischen Strasbourg und Wörth geplant, der in einer zweiten Stufe bis Karlsruhe Hbf verlängert werden soll.

### Güterverkehr
Der Güterverkehr hatte auf der Strecke zwischen Wörth und Lauterbourg in der Vergangenheit eine größere Bedeutung als der Personenverkehr. Derzeit (2023) findet jedoch nur noch wenig Güterverkehr statt.
Auf der deutschen Seite wird von der Albtal-Verkehrs-Gesellschaft (AVG) in Hagenbach ein Kieswerk bedient, das über einen eigenen Gleisanschluss verfügt. Ein weiterer Gleisanschluss zu einem Kieswerk existiert bei Neuburg.
Auf französischer Seite bedient die SNCF die Stärkefabrik Roquette Frères mehrmals pro Woche. Das Fabrikgelände ist über einen Gleisanschluss angebunden, der in Rœschwoog abzweigt und bis Beinheim die Gleise der ehemaligen Strecke von Rastatt nach Haguenau nutzt. In Lauterbourg beginnt die selten genutzte Strecke zum dortigen Rheinhafen. Weitere Gleisanschlüsse werden in Reichstett zum dortigen Mineralöllager sowie in La Wantzenau zu einer chemischen Fabrik bedient.
Im August 2024 dient die Strecke aufgrund einer Baustelle in Rastatt an der Rheintalbahn als Ausweichroute für Güterzüge.

## Betriebsstellen

### Wörth (Rhein)

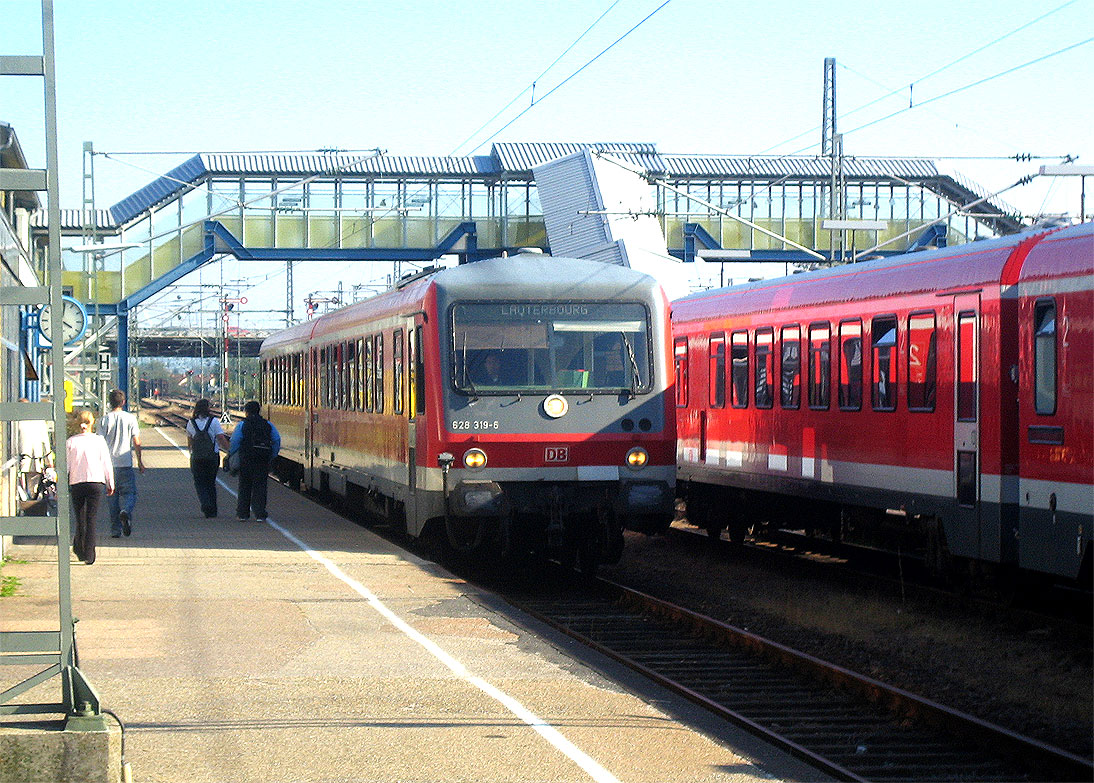
Zug nach Lauterbourg im Bahnhof von Wörth

Der Bahnhof Wörth (Rhein) befindet sich im Osten der Kernstadt von Wörth. Von hier verläuft in nördliche Richtung die Bahnstrecke Schifferstadt–Wörth und in West-Ost-Richtung die Bahnstrecke Winden–Karlsruhe. Seit 1997 zweigt von ihm zusätzlich die Stadtbahnstrecke in die Wörther Innenstadt ab. Sein Empfangsgebäude steht unter Denkmalschutz.

### Maximiliansau Im Rüsten

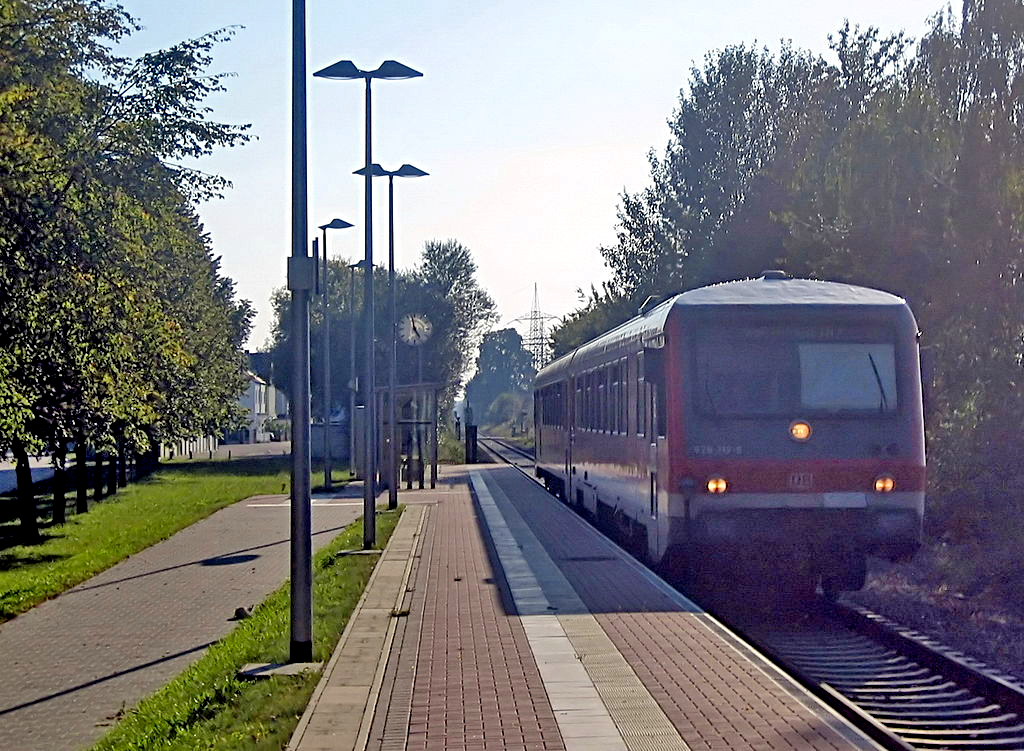
Haltepunkt Maximiliansau Im Rüsten

Der Haltepunkt Maximiliansau Im Rüsten wurde 2002 im Zuge der Reaktivierung des Personenverkehrs im deutschen Streckenabschnitt in Betrieb genommen und erschließt den westlichen Teil von Maximiliansau.

### Hagenbach

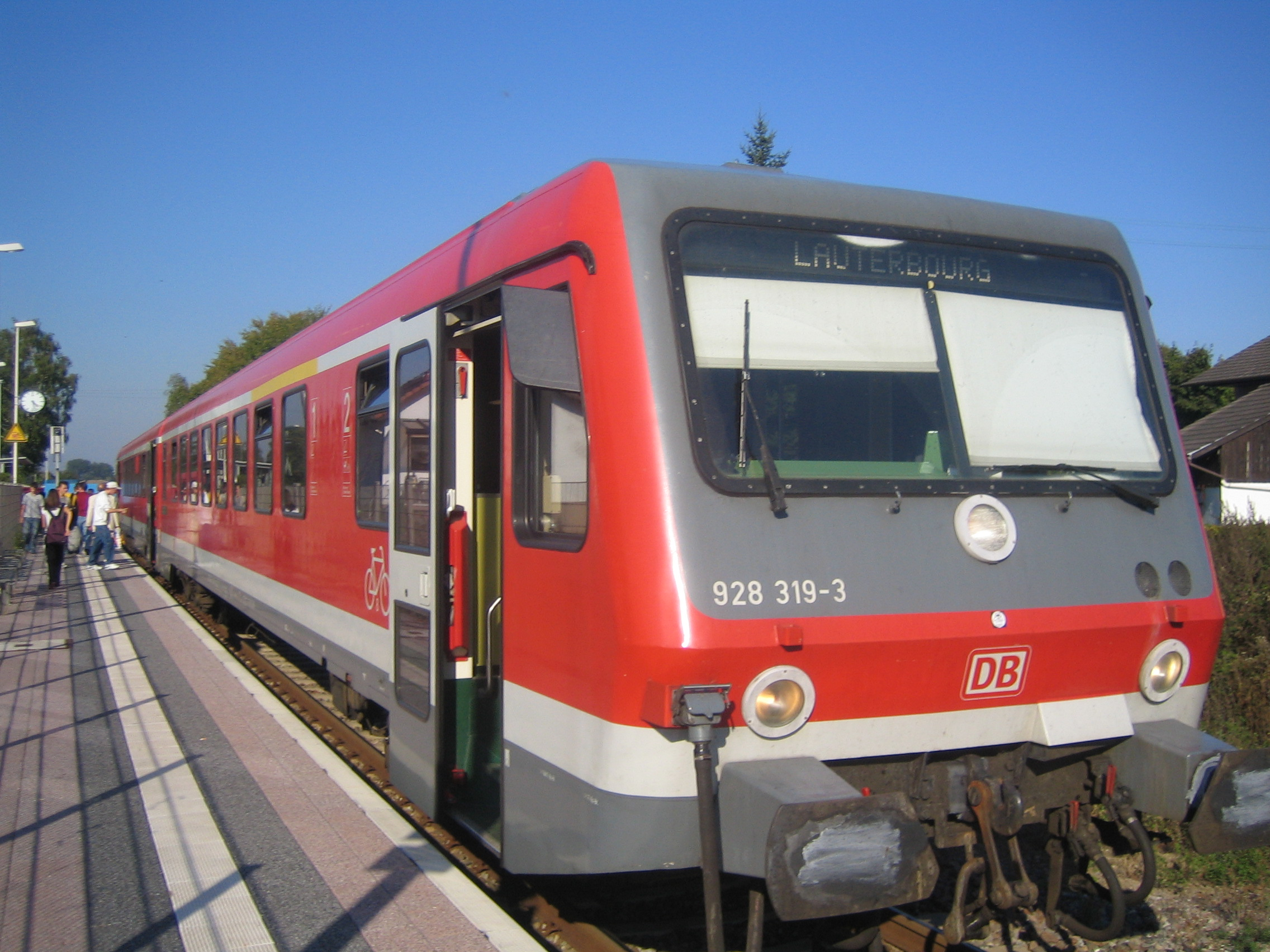
Zug im Bahnhof Hagenbach

Der Bahnhof Hagenbach befindet sich am südöstlichen Stadtrand von Hagenbach. Seit etwa 1990 besteht hier keine Kreuzungsmöglichkeit mehr; seitdem war Hagenbach bis zur Inbetriebnahme des ESTW Germersheim im Dezember 2022 ein Haltepunkt. Das Empfangsgebäude wurde 2009 abgerissen.

### Neuburg (Rhein)
Der frühere Bahnhof und heutige Haltepunkt Neuburg (Rhein) befindet sich am nordwestlichen Ortsrand von Neuburg am Rhein. Sein Empfangsgebäude, das für den Bahnbetrieb keine Rolle mehr spielt, steht zudem unter Denkmalschutz.

### Berg (Pfalz)
Der frühere Bahnhof und heutige Haltepunkt Berg (Pfalz) befindet sich am südöstlichen Ortsrand von Berg (Pfalz). Von 1945 bis 1984 war er Endpunkt für Züge aus Richtung Wörth. Am 14. Dezember 1967 ging hier ein neues mechanisches Stellwerk in Betrieb, zugleich wurde das zweite Gleis von hier bis zur französischen Grenze aufgegeben.
Der Haltepunkt verfügt über einen Busanschluss. Sein Empfangsgebäude wird im Bahnbetrieb nicht mehr genutzt.

### Lauterbourg

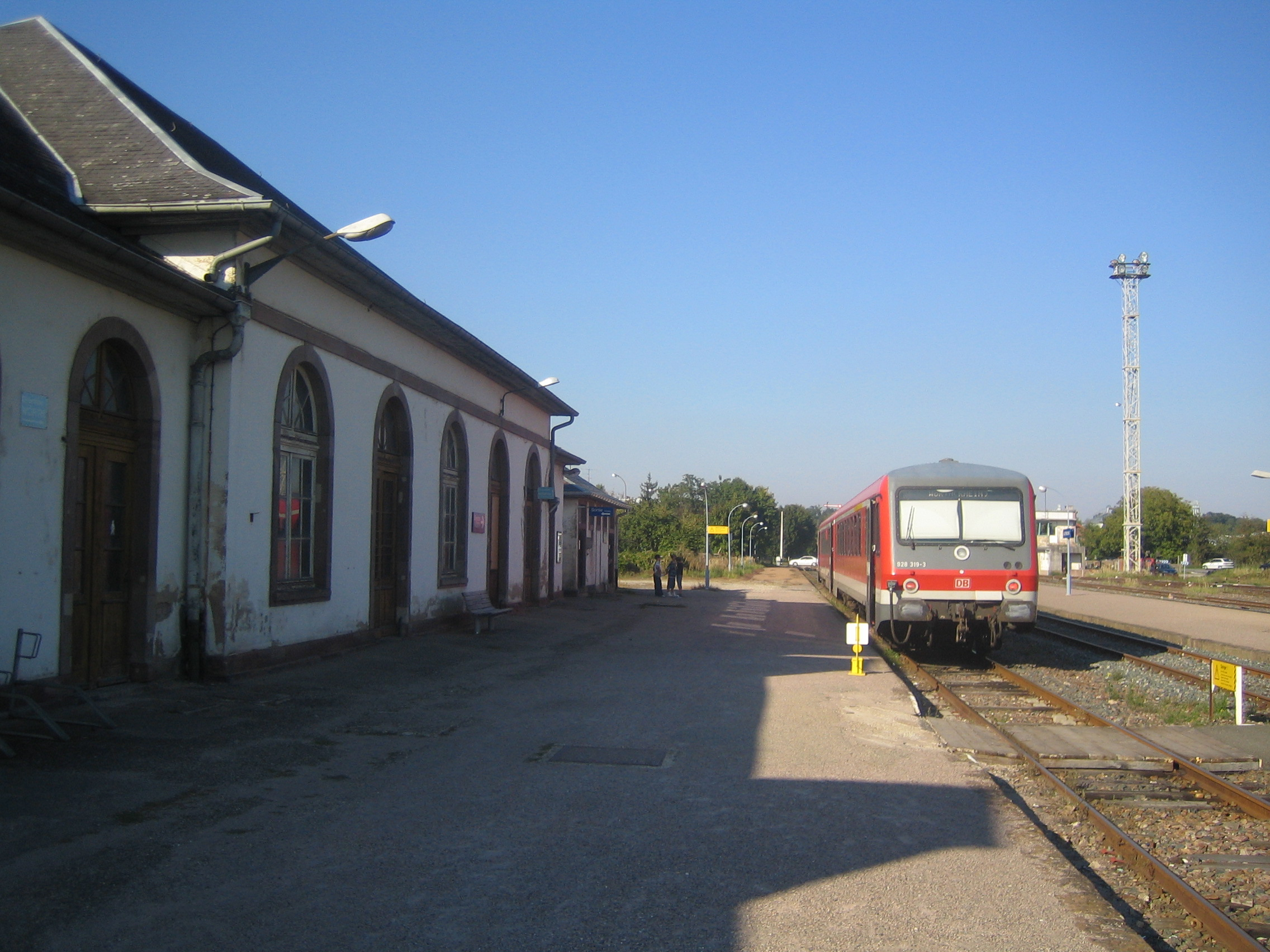
Triebwagen der DB-Baureihe 628 im Bahnhof Lauterbourg

Der Bahnhof Lauterbourg befindet sich am südöstlichen Stadtrand von Lauterbourg. Zum Zeitpunkt der Streckeneröffnung im Jahr 1876 hieß der Bahnhof Lauterburg. Nachdem die Stadt im Zuge der Abtretung von Elsaß-Lothringen Frankreich zugeschlagen worden war, erhielt er seinen heutigen Namen. Ab 1900 war er zudem östlicher Endpunkt der Bahnstrecke Lauterbourg–Wissembourg, die im östlichen Abschnitt bereits 1947 stillgelegt und inzwischen ganz abgebaut wurde. Sein Empfangsgebäude ist im preußischen Stil gehalten, was auf die Reichseisenbahnen in Elsaß-Lothringen zurückzuführen ist, die wiederum unter dem entsprechenden Einfluss standen.

### Mothern
Der Haltepunkt Mothern befindet sich am nordöstlichen Ortsrand von Mothern.

### Munchhausen
Der Haltepunkt Munchhausen befindet sich am nordwestlichen Ortsrand von Munchhausen. Ursprünglich hieß er Münchhausen. Erst nachdem die Gemeinde wie das gesamte Elsass an Frankreich fiel, erhielt er seinen heutigen Namen.

### Seltz
Der Bahnhof Seltz befindet sich im Südwesten der Gemeinde Seltz. Ursprünglich hieß er Selz. Erst nachdem die Gemeinde wie das gesamte Elsass an Frankreich fiel, erhielt er seinen heutigen Namen. Zudem war er einst östlicher Endpunkt der heute nicht mehr existierenden Bahnstrecke Mertzwiller–Seltz.

### Beinheim
Der Bahnhof Beinheim befindet sich in etwa auf dem halben Weg zwischen den Orten Beinheim und Kesseldorf, unweit der Überquerung des Flusses Sauer.

### Beinheim-Embranchement
Der Bahnhof Beinheim-Embranchement befindet sich nordwestlich des Siedlungsgebietes von Beinheim und wurde aufgrund seiner peripheren Lage für den Personenverkehr inzwischen aufgegeben. Als Güterbahnhof existiert er jedoch weiterhin.

### Roppenheim
Der ehemalige Bahnhof und heutige Haltepunkt Roppenheim befindet sich am nordöstlichen Ortsrand von Roppenheim. Ab 1895 war er zudem Teil der strategischen Bahn, die von Rastatt aus kommt und bis nach Haguenau führt. Heute führt diese Strecke nur noch ins Industriegebiet von Beinheim.

### Rœschwoog
Der Bahnhof Rœschwoog befindet sich am nordwestlichen Ortsrand von Rœschwoog. Ursprünglich hieß er Röschwoog. Erst nachdem die Gemeinde wie das gesamte Elsass an Frankreich fiel, erhielt er seinen heutigen Namen. Ab 1895 war er zudem Teil der strategischen Bahn, die von Rastatt aus kommt, ab Roppenheim parallel zur Strecke nach Strasbourg führt und bis nach Haguenau verläuft.

### Rountzenheim
Der Haltepunkt Rountzenheim befindet sich unweit des Ortszentrums von Rountzenheim. Ursprünglich hieß er Runzenheim. Erst nachdem die Gemeinde wie das gesamte Elsass an Frankreich fiel, erhielt er seinen heutigen Namen.

### Sessenheim
Der Haltepunkt Sessenheim befindet sich unweit des Ortszentrums von Sessenheim.

### Drusenheim
Der Bahnhof Drusenheim befindet sich im Westen von Drusenheim.

### Herrlisheim
Der Bahnhof Herrlisheim befindet sich im Südosten von Herrlisheim.

### Gambsheim
Der Haltepunkt Gambsheim befindet sich am nordwestlichen Ortsrand von Gambsheim.

### Kilstett
Der Haltepunkt Kilstett befindet sich am nordwestlichen Ortsrand von Kilstett, in unmittelbarer Nähe zur Schnellstraße D468 (Route Nationale).

### La Wantzenau
Der Bahnhof La Wantzenau befindet sich im Nordwesten von La Wantzenau. Ursprünglich hieß er Wanzenau.

### Hœnheim Tram
Der Bahnhof Hœnheim Tram (auch Hoenheim Tram) befindet sich im Industriegebiet von Hœnheim. Ursprünglich hieß er Hönheim. Seit September 2002 besteht eine Umsteigemöglichkeit zur Linie B der Straßenbahn Straßburg, welche auf dem Bahnhofsvorplatz endet beziehungsweise beginnt und eine direkte Verbindung in die Straßburger Innenstadt bietet.
1875 wurde im Nachbarort Bischheim eine Eisenbahnwerkstatt auf einer Fläche von 30 Hektar eröffnet, wovon 10 Hektar jedoch auf der Gemarkung von Hœnheim liegen. Ursprünglich hieß der Bahnhof Hönheim. Nachdem die Gemeinde – wie das gesamte Elsass – an Frankreich fiel, erhielt er den Namen Hœnheim, ehe dieser im Zuge der Eröffnung der Straßenbahnlinie B im September 2002 den Namen Hœnheim Tram erhielt. Bei der Straßburger Straßenbahn heißt der Bahnhof allerdings Hœnheim Gare.

### Bischheim

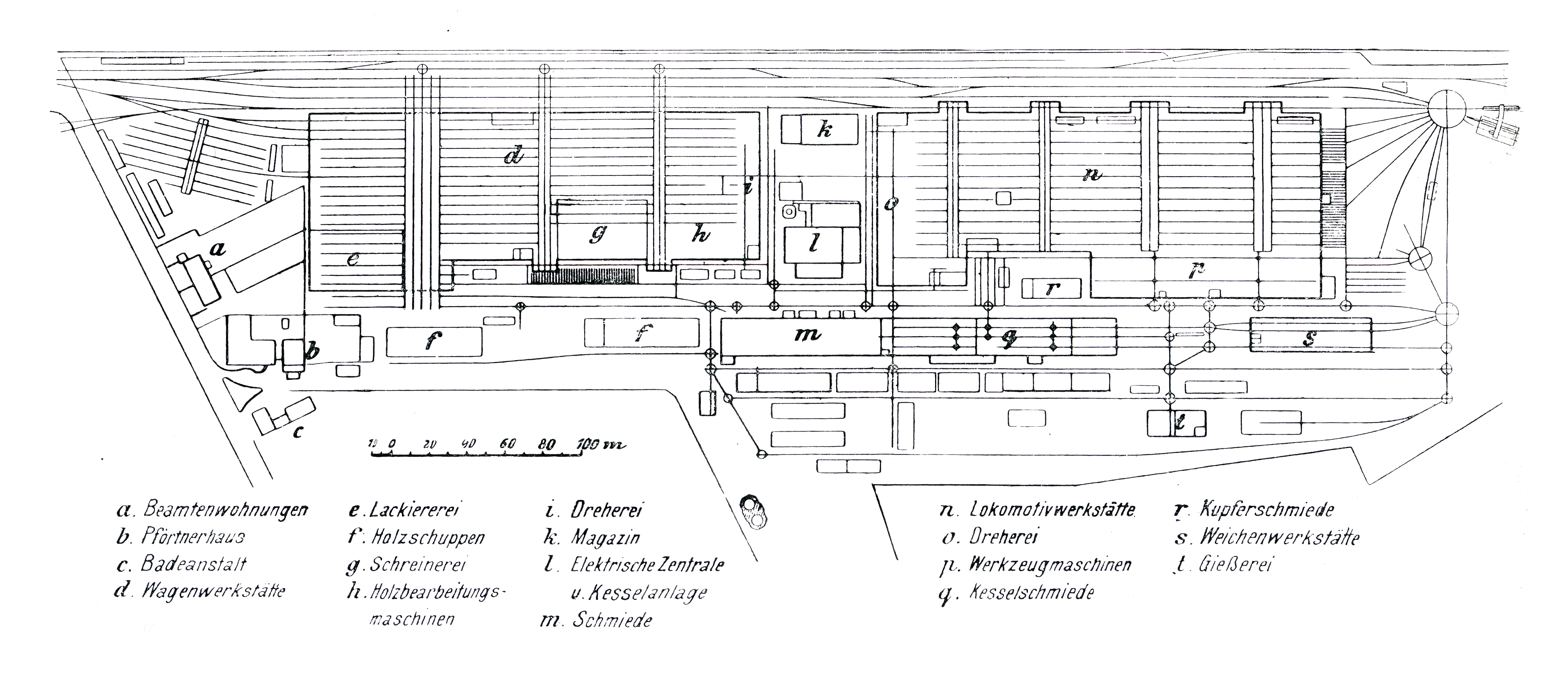
Hauptwerkstätte Bischheim der Reichseisenbahnen in Elsaß-Lothringen

Der Bahnhof Bischheim befindet sich unweit des Ortszentrums von Bischheim. 1875 wurde eine Eisenbahnwerkstatt auf einer Fläche von 30 Hektar eröffnet, wovon 10 Hektar jedoch auf der Gemarkung der Nachbargemeinde Hœnheim liegen.

### Schiltigheim
Der Kopfbahnhof Schiltigheim ist nur eine Betriebsstelle des Güterverkehrs.

### Strasbourg

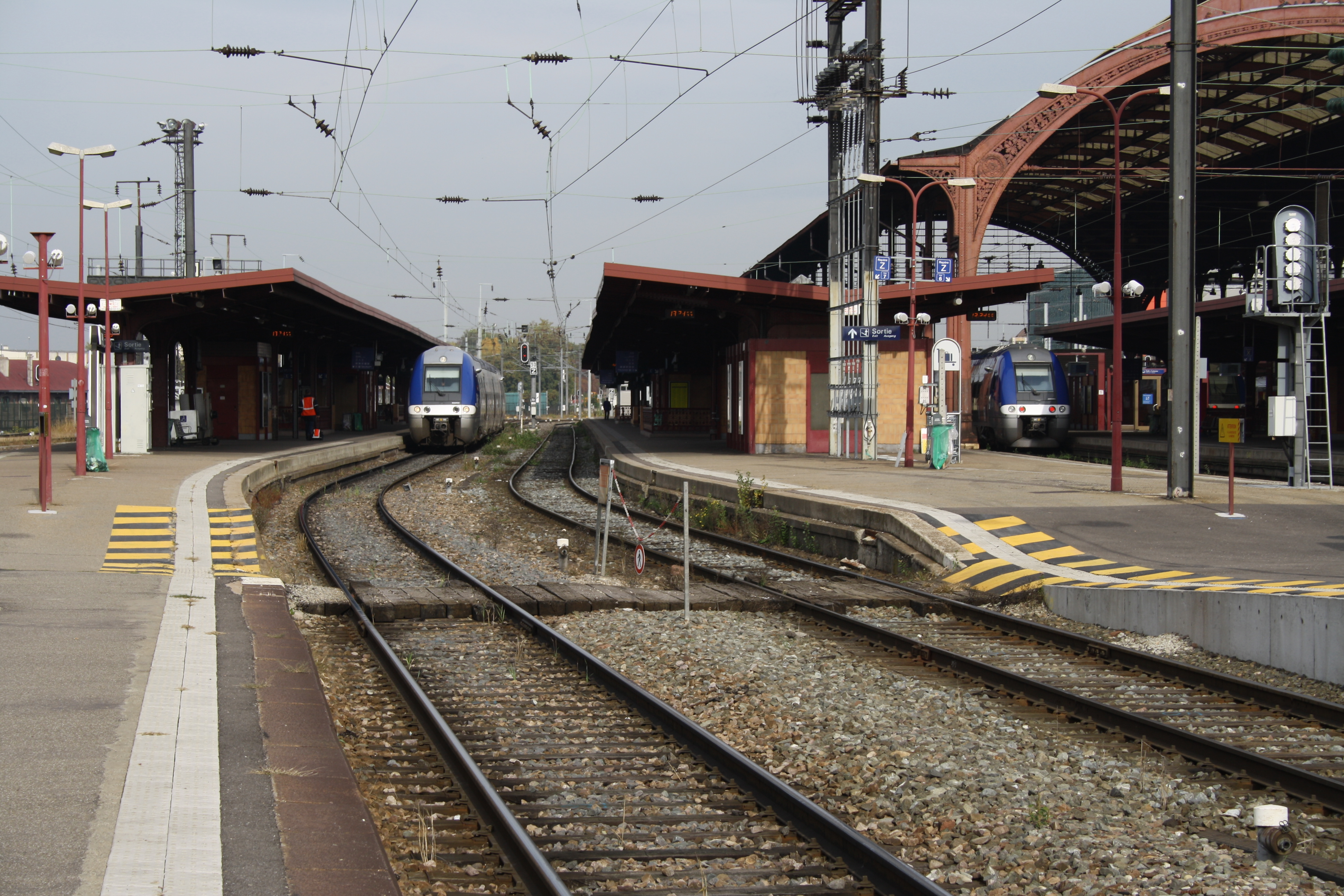
Blick auf die westlichen Gleisanlagen des Straßburger Bahnhofs

Der Bahnhof Strasbourg existiert seit 1883 und ersetzte seinen Vorgänger, der sich am place des halles befand und ein Kopfbahnhof war. Als Endpunkt der Strecke aus Paris und als Ausgangspunkt der Strecken nach Appenweier, Basel und Saint-Dié ist er ein wichtiger Eisenbahnknotenpunkt im Elsass. Sein zweistöckiges Empfangsgebäude aus Buntsandstein ist als „Monument historique“ eingestuft. In den Jahren 2006 und 2007 erfuhr er im Zuge der integration in das französische TGV-Netz mehrere Umbauten.